# Donald Crews
 (avril 2023).
Si vous disposez d'ouvrages ou d'articles de référence ou si vous connaissez des sites web de qualité traitant du thème abordé ici, merci de compléter l'article en donnant les références utiles à sa vérifiabilité et en les liant à la section « Notes et références ».
Pour les articles homonymes, voir Crews.
Donald Crews, né en 1938 à Newark (New Jersey), est un auteur et illustrateur américain de littérature de jeunesse.

## Biographie
Après avoir obtenu en 1959 son diplôme à la Cooper Union for the Advancement of Science and Art, il se marie avec Ann Jonas, également diplômée de cette école, et qui deviendra également créatrice de livres pour enfants.
À partir de 1963, il publie ses premiers albums, dont We Read: A to Z, abécédaire graphique. 
C'est en 1978, avec Freight Train (Un train passe, traduit en français par L'École des loisirs en 1986), qu'il connaît son premier vrai succès. Les livres qui suivent traitent de sa passion pour les objets et particulièrement pour les moyens de transport : camions, bus, avions, bateaux, ports... 
En 1991, avec Bigmama's, il entame une série de livres un peu différents, où l'humain reprend sa place, dans des narrations plus linéaires, inspirées de ses souvenirs d'enfance. 
Il reçoit par deux fois un Honor Books Médaille Caldecott, en 1979 et en 1981.
L'œuvre de Donald Crews est partiellement traduite en français par L'École des loisirs, puis rééditée.
Il est lauréat en 2015 du Children's Literature Legacy Award (ancien nom du Laura Ingalls Wilder Award (en) ) pour l'ensemble de son œuvre.

## Publications
Auteur et illustrateur, sauf mentions contraires.

### Traduite en français
- Le Port, L'École des loisirs (1982)
- Le Manège (1986)
- Un train passe (1986)
- En l'air (1987)
- Mer bleue (Blue sea), texte de Robert Kalan (1998)

### Quelques titres en anglais
- Freight Train, Harpercollins (1978)
- Truck (1980)
- Carosel (1982)
- Parade (1983)
- Harbor (1987)
- School Bus (1984)
- Bigmama's (1991)
- Shortcut (1992)
- Sail Away (2000)
- Inside Freight Train (2001)

## Prix et distinctions
- Honor Books Médaille Caldecott 1979[1] pour Freight Train (Un train passe)
- Honor Books Médaille Caldecott 1981[1] pour Truck
- Children's Literature Legacy Award[2] (ancien nom du Laura Ingalls Wilder Award (en)) 2015 pour l'ensemble de son œuvre.